# Péninsule de Foxe

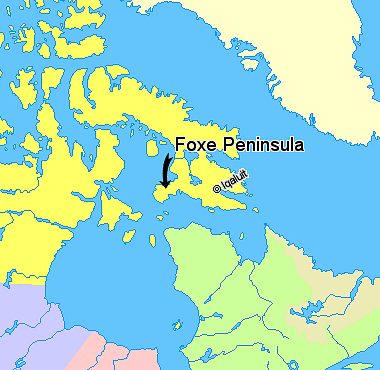
Péninsule de Foxe, Nunavut, Canada.
Nunavut
Groenland
Québec
Terre-Neuve-et-Labrador
Manitoba
Ontario

La péninsule de Foxe est une péninsule située au sud-ouest de l'île de Baffin, dans l'archipel arctique canadien, au Nunavut, Canada. Mesurant 241 km de long sur 80 de large, elle marque la séparation entre le bassin de Foxe et le détroit d'Hudson.
Elle a été nommée d'après l'explorateur britannique Luke Fox, qui explora la région en 1631.